# Didier Courrèges
Didier Courrèges (Évreux 15 juni 1960) is een Frans ruiter gespecialiseerd in Eventing. Courrèges won tijdens de Wereldruiterspelen 2002 de zilveren medaille in de landenwedstrijd. Twee jaar later tijdens de Olympische Zomerspelen 2004 in Athene won Courrèges na een toegekend protest over de Duitse Bettina Hoy de gouden medaille in de landenwedstrijd.

## Resultaten
- Wereldruiterspelen 2002 in Jerez de la Frontera 21e individueel eventing met Free style ene hn
- Wereldruiterspelen 2002 in Jerez de la Frontera  landenwedstrijd eventing met Free style ene hn
- Olympische Zomerspelen 2004 in Athene 25e individueel eventing met Debat D'Estruval
- Olympische Zomerspelen 2004 in Athene  landenwedstrijd eventing met Debat D'Estruval

1912: Nordlander, Adlercreutz, Casparsson,  Horn af Åminne ·
1920: Mörner, Lundström, von Braun,  Dyrsch ·
1924: Van der Voort van Zijp, Pahud de Mortanges, De Kruijff,  Colenbrander ·
1928: Pahud de Mortanges, De Kruijff, Van der Voort van Zijp ·
1932: Thomson, Chamberlin, Argo ·
1936: Stubbendorf, Lippert, von Wangenheim ·
1948: Henry, Anderson, Thomson ·
1952: von Blixen-Finecke, Stahre, Frölén ·
1956: Weldon, Rook, Hill ·
1960: Morgan, Lavis, Roycroft ·
1964: Checcoli, Angioni, Ravano ·
1968: Allhusen, Meade, Jones ·
1972: Meade, Gordon-Watson, Parker, Phillips ·
1976: Coffin, Plumb, Davidson, Tauskey ·
1980: Blinov, Salnikov, Volkov, Rogosjin ·
1984: Plumb, Stives, Fleischmann, Davidson ·
1988: Erhorn, Baumann, Kaspareit, Ehrenbrink ·
1992: Green, Rolton, Hoy, Ryan ·
1996: Schaeffer, Rolton, Hoy, Dutton ·
2000: Dutton, Hoy, Tinney, Ryan ·
2004: Boiteau, Lyard, Courrèges, Teulère, Touzaint ·
2008: Thomsen, Ostholt, Dibowski, Klimke, Romeike ·
2012: Auffarth, Jung, Klimke, Schrade, Thomsen ·
2016: Laghouag, Lemoine, Nicolas, Vallette ·
2020: Collett, McEwen, Townend ·
2024: Canter, Collett, McEwen